# UCI-Trial-Weltmeisterschaften/Junioren (26 Zoll)
Im 26-Zoll-Trial der Junioren werden seit 1995 Weltmeisterschaften ausgetragen. In jenem Jahr wurden bei den UCI-Trial-Weltmeisterschaften erstmals zwischen Trial-Fahrrädern mit 20 und 26 Zoll Raddurchmessern unterschieden; zuvor fanden Wettbewerbe in der offenen Klasse statt.
Wie die anderen Trial-Wettbewerbe wurde der Wettbewerb im Laufe der Zeit bei unterschiedlichen WM-Veranstaltungen ausgetragen, von 2000 bis 2016 zusammen mit den Mountainbike-Weltmeisterschaften und seit 2017 hauptsächlich bei den Urban-Cycling-Weltmeisterschaften.

## Palmarès
| Jahr | Austragungsort                      | Gold                                | Silber                              | Bronze                              |
| ---- | ----------------------------------- | ----------------------------------- | ----------------------------------- | ----------------------------------- |
| 1995 | Großheubach                         | Marc Vinco                          | Dave Rollier                        | Bruno Arnold                        |
| 1996 | Zuoz                                | Marc Vinco                          | Marc Caisso                         | Christian Weber                     |
| 1997 | Avoriaz                             | Marc Caisso                         | Marc-Amory Buteneers                | Christian Weber                     |
| 1998 | Cartagena                           | Marco Hösel                         | Tomasz Woźniak                      | Marc-Amory Buteneers                |
| 1999 | Avoriaz                             | Rafał Kumorowski                    | Marc-Amory Buteneers                | Cédric Calvin                       |
| 2000 | Sierra Nevada                       | Kenny Belaey                        | Giacomo Coustellier                 | Thomas Öhler                        |
| 2001 | Vail                                | Vincent Hermance                    | Thomas Öhler                        | Kenny Belaey                        |
| 2002 | Kaprun                              | Giacomo Coustellier                 | Gilles Coustellier                  | Marc Soulas                         |
| 2003 | Lugano                              | Gilles Coustellier                  | Alexis Touteau                      | Thibault Veuillet                   |
| 2004 | Les Gets                            | Ben Savage                          | Florian Tournier                    | Sebastian Hoffmann                  |
| 2005 | Livigno                             | Ben Slinger                         | Ben Savage                          | Wesley Belaey                       |
| 2006 | Rotorua                             | Aurélien Fontenoy                   | Ben Slinger                         | Matthias Mrohs                      |
| 2007 | Fort William                        | Aurélien Fontenoy                   | Loris Braun                         | Hannes Herrmann                     |
| 2008 | Val di Sole                         | Loris Braun                         | James Barton                        | Kevin Aglaé                         |
| 2009 | Canberra                            | Joe Oakley                          | Abel Mustieles                      | Rafael Tibau Roura                  |
| 2010 | Mont Sainte-Anne                    | Ion Areitio                         | David Bonzon                        | Maxime Tolu                         |
| 2011 | Champéry                            | Marius Merger                       | Yann Dunant                         | Robin Fix                           |
| 2012 | Saalfelden                          | David Bonzon                        | Jack Carthy                         | Eloi Paré                           |
| 2013 | Pietermaritzburg                    | Jack Carthy                         | Nils-Obed Riecker                   | Jérémy Descloux                     |
| 2014 | Lillehammer                         | Jack Carthy                         | Sergi Llongueras                    | Dominik Oswald                      |
| 2015 | Vallnord                            | Nicolas Vallée                      | Dominik Oswald                      | Nicolas Fleury                      |
| 2016 | Val di Sole                         | Nicolas Vallée                      | Jordi Araque                        | Noah Cardona                        |
| 2017 | Chengdu                             | Nathan Charra                       | Tomu Shiozaki                       | Noah Cardona                        |
| 2018 | Chengdu                             | Oliver Widmann                      | Felix Keitel                        | Nathan Charra                       |
| 2019 | Chengdu                             | Oliver Widmann                      | Vito Gonzalez                       | Daniel Barón                        |
| 2020 | nicht ausgetragen (Corona-Pandemie) | nicht ausgetragen (Corona-Pandemie) | nicht ausgetragen (Corona-Pandemie) | nicht ausgetragen (Corona-Pandemie) |
| 2021 | Vic                                 | Daniel Cegarra                      | Tomáš Vepřek                        | Vojtěch Kalaš                       |
| 2022 | Abu Dhabi                           | Diego Garrues                       | Daniel Cegarra                      | Titouan Corre                       |
| 2023 | Glasgow                             | Daniel Cegarra                      | Luka Pasturel                       | Nicolas Ostheimer                   |
| 2024 | Abu Dhabi                           | Roman Salaun                        | Vojtěch Hendrych                    | Ferran Gonzalo                      |

## Medaillenspiegel
| Platz  | Land           | Gold | Silber | Bronze | Gesamt |
| ------ | -------------- | ---- | ------ | ------ | ------ |
| 1      | Frankreich     | 13   | 7      | 12     | 32     |
| 2      | Großbritannien | 5    | 3      | 0      | 8      |
| 3      | Spanien        | 4    | 4      | 4      | 12     |
| 4      | Deutschland    | 3    | 3      | 7      | 13     |
| 5      | Schweiz        | 2    | 4      | 0      | 6      |
| 6      | Belgien        | 1    | 2      | 3      | 6      |
| 7      | Polen          | 1    | 1      | 0      | 2      |
| 8      | Tschechien     | 0    | 2      | 1      | 3      |
| 9      | Österreich     | 0    | 1      | 2      | 3      |
| 10     | Japan          | 0    | 1      | 0      | 1      |
| 10     | Kanada         | 0    | 1      | 0      | 1      |
| Gesamt | Gesamt         | 29   | 29     | 29     | 87     |